# بيرت غلينون
بيرت غلينون (بالإنجليزية: Bert Glennon)‏ هو مصور سينمائي ومخرج أمريكي، ولد في 19 نوفمبر 1893 في أناكوندا في الولايات المتحدة، وتوفي في 29 يونيو 1967 في شيرمان أوكس في الولايات المتحدة.

## وصلات خارجية
- بيرت غلينون على موقع IMDb (الإنجليزية)
- بيرت غلينون على موقع ألو سيني (الفرنسية)
- بيرت غلينون على موقع أول موفي (الإنجليزية)
- بيرت غلينون على موقع قاعدة بيانات الأفلام السويدية (السويدية)
- بيرت غلينون على موقع قاعدة بيانات الفيلم (الإنجليزية)
- بيرت غلينون على موقع كينوبويسك (الروسية)